# Исмихан Кая-султан
Исмиха́н Кая́-султа́н (1633, Стамбул — 1659, там же) — дочь османского султана Мурада IV от его жены Айше-султан. Стала супругой Мелек Ахмеда-паши, служившего великим визирем в 1650—1651 годах. Замужество Каи-султан подробно описано Эвлией Челеби, племянником Мелек Ахмеда-паши, которому Кая-султан покровительствовала. Ей посвящена целая глава в «Саяхатнаме», не считая упоминаний по всему повествованию.

## Биография

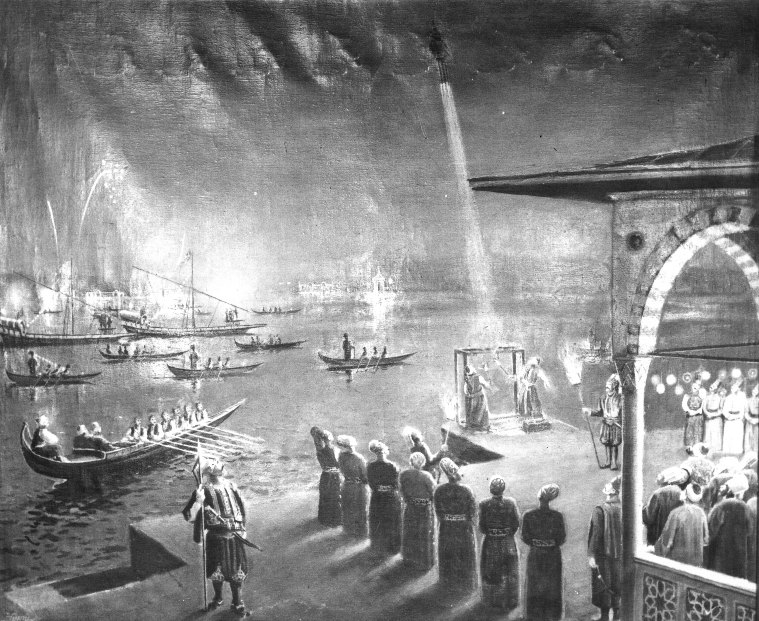
Полёт ракеты Хасана-челеби во время празднеств по случаю рождения Каи-султан на гравюре XVII века

Исмихан Кая-султан родилась в Стамбуле в 1633 году в семье османского султана Мурада IV и его фаворитки Айше-султан. Хотя Эвлия Челеби упоминает о рождении у Мурада IV 32 детей, зрелого возраста достигли только приблизительно восемь дочерей — в том числе и Кая-султан. В 1640 году умер отец Каи и на престоле оказался младший брат Мурада, Ибрагим I.
Во время празднества по случаю рождения Исмихан, согласно описанию Эвлии Челеби, состоялся запуск ракеты с человеком — Лагари Хасаном.

### Имя
Kaya означает «скала». Султан сказал ей: «Кая, поскольку у тебя имя скалистое, каменное, то я дарю тебе рубашку из камня». Он подарил ей рубашку, которую можно было бросить в огонь, чтобы очистить. Как писал Эвлия Челеби, это была рубашка из асбеста, добываемого на Кипре. Из асбестовой ткани делали различные вещи, например бельё, платки, ковры, и дарили «большим людям», так как это был необычный и дорогой материал.

### Брак
В 1644 году, по инициативе своей бабушки, валиде Кёсем-султан, одиннадцатилетняя Исмихан была выдана замуж за будущего великого визиря Мелек Ахмеда-пашу, который был старше неё примерно на сорок лет. Подробности брака были описаны Эвлией Челеби, который был племянником (сыном двоюродной сестры) и протеже Мелек Ахмеда-паши, а сестра Эвлии служила Кае. Кая боялась замужества настолько, что в первую брачную ночь ударила Ахмеда-пашу кинжалом. В другой раз она отрезала часть его бороды, и он некоторое время не мог посещать диван. Страхи были связаны с предсказанием, что она умрёт при родах. Через семь лет брака Кёсем призвала Каю и Мелека Ахмеда-пашу и спросила их, по какой причине за это время Кая не забеременела и не родила ребёнка, на что он ответил, что ни разу не был с женой. Кёсем посоветовала паше убить служанок и компаньонок жены и сломить её сопротивление. Затем Кёсем заперла их в комнате, и Кае пришлось уступить мужу, после чего она забеременела. В благодарность Мелек-паша осыпал Кёсем подарками. Через девять месяцев Кая благополучно родила дочь. Она полюбила мужа, прогнала всех своих прежних наперсниц и всё время стала проводить с ним. Последующие десять лет их брака были счастливыми; кроме того, Кая оказывала мужу поддержку как морально, так и финансово. По словам Эвлии, Кая была одной из самых богатых принцесс; в хасс ей был дан город Денизли.
В декабре 1647 года дядя Каи, султан Ибрагим I, женился на своей наложнице Хюмашах-султан. Против этого брака выступила не только Кая, но и трое её тёток, Айше, Ханзаде и Фатьма. Ибрагим, отличавшийся буйным нравом, конфисковал их имущество и подарил его своей новоиспечённой супруге. Кроме того, им было урезано жалование, полагавшееся всем членам династии: так наложницы Ибрагима получали 1000—1300 акче в день, в то время как султанши получали не более 400 акче.
С 5 августа 1650 по 21 августа 1651 года супруг Каи занимал высочайший пост государства — великого визиря.
2 сентября 1651 года была убита Кёсем-султан. Против Мелека Ахмеда-паши были выдвинуты обвинения командой нового великого визиря, Сиявуша-паши. Кетхюда (управитель) Мелека Ахмеда-паши был заключён в тюрьму и ему вместе с Ахмедом-пашой было предъявлено обвинение в растрате денег. Когда Эвлия Челеби сообщил об этом Кае-султан, она немедленно отправилась к своей двоюродной сестре — жене Сиявуша-паши, Ханыме-султан (дочери Реджеба-паши и Гевхерхан-султан), и велела позвать её мужа. Когда Сиявуш-паша пришёл, Кая-султан набросилась на него с обвинениями в убийстве своей бабушки, Кёсем-султан. Она заявила, что не позволит держать в тюрьме слугу своего мужа, что если требуется, она сама заплатит нужную сумму. Всё ещё в ярости она отправилась прямо к новой валиде, а потом и к султану. Три дня спустя кетгуда был освобождён, а Сиявуш-паша усилиями Каи-султан лишён поста.
Осенью 1654 года, когда Кая была беременна второй раз и находилась на седьмом месяце, Ахмед-паша был вызван в Стамбул, где получил назначение в Ван. Великий визирь требовал немедленного отправления Ахмеда на место службы. Столь стремительное назначение и отправка заставили Каю думать, что её мужа хотят убить. Она отправилась навстречу мужу в Стамбул через пролив; лодки, на которых плыли супруги, встретились, но у Каи начались преждевременные роды. Когда супруги добрались до дома, Ахмед-паша раздал 10 000 акче домашним, чтобы каждый прочитал тысячу раз «аль-Ихляс» (112 суру Корана) за благополучное разрешение его жены от бремени. Присланные к Ахмеду-паше люди великого визиря продолжали настаивать на немедленном отъезде в Ван, однако Ахмед-паша отказался оставлять жену во время родов. Кая родила мертворождённого сына. По свидетельству Эвлии Челеби, Ахмед-паша, держа его и плача, говорил: «Смотрите, какой был бы красивый ребёнок». Не дожидаясь похорон ребёнка, великий визирь вновь отправил к паше своих людей, однако на этот раз Ахмед-паша прогнал их, применив к ним силу.
Уже после отъезда Ахмеда-паши были арестованы несколько человек из его окружения, включая кетгуду, дефтердара (казначея), начальника канцелярии. Эвлия Челеби, явившись к Ипширу-паше по вызову, слышал их крики. Ему продемонстрировали несчастных, раздетых донага и посаженных в бассейн (была зима) в цепях. Он должен был уговорить их отдать деньги, якобы растраченные или присвоенные. Эвлия Челеби, сделал, что мог, поговорив с ними. Они согласились отдать всё, что могли, однако через день Кая-султан сообщила Эвлии, что их повезли, якобы в ссылку, но по дороге убили. Кая-султан снабдила Эвлию деньгами и отправила к Мелеку Ахмеду-паше, сообщая мужу, что он должен быстрее добраться до Курдистана. По её словам, Ибшир-паша просил у султана фирман на казнь Мелека Ахмеда-паши, однако и султан, и валиде-султан были против. «Этот Ибшир-паша моему супругу родич (akraba), но он ему и скорпион ('akraba)».
В марте 1654 года Эвлия Челеби выехал вслед за Мелек Ахмедом-пашой, избегая больших дорог и постоялых дворов.
В 1659 году великий визирь Кёпрюлю Мехмед-паша велел конфисковать 47 000 баранов, много мулов и верблюдов из поместья Ахмеда-паши. Супруги уехали из Стамбула в загородный дворец в Бейкозе, чтобы быть подальше от глаз и не провоцировать великого визиря.

### Смерть
В 1659 году Кая родила вторую дочь, названную Фатьмой. За несколько месяцев до беременности Кае и Ахмеду-паше стали сниться пророческие сны, которые предрекали скорую смерть султанше от потери крови. Мелек-паша, чтобы успокоить жену, посоветовал ей раздать большую сумму беднякам и подарки почитаемым в столице людям. Сама Кая стала ещё более набожной, чем прежде. После рождения дочери Мелек-паша раздал ещё раз огромную сумму в качестве подаяния. Однако роды прошли с осложнениями: отслоившаяся плацента осталась внутри матери; акушерки в течение трёх суток пытались помочь Кае, зачастую весьма болезненными способами. На четвёртый день после родов Кая умерла от большой кровопотери. Несмотря на наличие дочери и вдовца, имущество султанши, по традиции, было передано в государственную казну, при этом великий визирь Кёпрюлю Мехмед-паша приказал забрать всё, находившееся во дворце Каи-султан, в том числе ценности, одежду и оружие Ахмеда-паши. По свидетельствам современников, Ахмед-паша, горячо любивший жену, со слезами бросился на её гроб, чем вызвал осуждение окружающих. «Несравненная девочка, сияющая луна» — вспоминал о ней Ахмед-паша.
Похоронена Кая-султан в тюрбе султана Ибрагима при мечети Ая-Софья в Стамбуле, по словам Эвлии Челеби «между султаном Ибрагимом и султаном Мустафой».
Через три года после смерти Каи Ахмед-паша был принуждён жениться на её тётке Фатьме-султан.

### Дети
Из описания Эвлии Челеби известно, что Исмихан Кая-султан рожала трижды:
- Афифе Ханым-султан (1650/1652[k 3]) — умерла в младенчестве, похоронена в мечети Шехзаде[14][15].
- мертворожденный сын (1654)[17]
- Фатьма Ханым-султан (1659—1727) — 20 декабря 1727 года в записях казначейства отмечено получение обратно имущества, выделенного Фатьме. Проживала и умерла в Стамбуле. Сведений о замужестве или детях нет. Похоронена на кладбище комплекса Азиза Махмуда Хюдайи[тур.][31].

## В культуре
В турецком историко-драматическом телесериале «Великолепный век. Империя Кёсем» роль Каи в детстве исполняет Джансу Куру.

## Комментарии
1. ↑  Как отмечает Лесли Пирс, в год заключения брака Мелек Ахмеду-паше было за пятьдесят, но не было шестидесяти[7].
2. ↑  Хасс — земельные владения с доходом от 100 тыс. акче в год. Значительную часть земель этой категории составляли те, из которых производились пожалования членам султанской семьи и приближенным ко двору особам женского пола[10].
3. ↑  Алдерсон указывает 1645 как дату рождения Афифе[30]. Однако, исходя из того, что свадьба датируется  1643/1644 годом[30][14], и еще семь лет супруги жили раздельно, в 1645 году Кая родить не могла.